# Enneacampus kaupi
Enneacampus kaupi és una espècie de peix de la família dels singnàtids i de l'ordre dels singnatiformes.

## Morfologia
- Els mascles poden assolir 20 cm de longitud total.[1][2]

## Reproducció
És ovovivípar i el mascle transporta els ous en una bossa ventral, la qual es troba a sota de la cua.

## Hàbitat
És un peix demersal i de clima tropical que viu entre 10-13 m de fondària.

## Distribució geogràfica
Es troba a Àfrica: des de Libèria fins al riu Banana (República Democràtica del Congo).